# Ambrazura
Ambrazura (franc. embrasure) u vojnoj arhitekturi označava otvor u krenelaciji ili grudobranu između dva uzdignuta kruta dijela ili merlona, ponekad nazvanih krenel ili krenela. U domaćoj arhitekturi ambrazura se odnosi na vanjski izbačeni prozor ili strijelnicu u unutrašnjosti.
Puškarnica, strijelnica ili strijelni prorez prolazi kroz čvrsti zid i izvorno su je koristili strijelci. Svrha ambrazure je omogućavanje pucanja iz oružja iz fortifikacije tako da osoba koja puca ostane u zaklonu. Izdubljeni dio zida na unutrašnjoj strani osigurava prostor za vojnika i njegovu opremu, te im omogućuje da pristupe zidu i strijelnici što je moguće bliže. Izvrsni primjeri dubokih ambrazura sa strijelnicama mogu se vidjeti u Aigues-Mortesu i Château de Coucyju, oba u Francuskoj.
Etimologija riječi ambrazura dolazi od francuske riječi embrasure koja označava proširenje.
U devetnaestom stoljeću počelo se razlikovati ambrazure korištene za topove od puškarnica koje su koristili mušketiri. U oba slučaja otvori su obično bili širi na unutrašnjoj strani zida nego na vanjskoj. Izvana je otvor bio uzak što je moguće više (malo širi od otvora oružja koje se namjeravalo koristiti) kako bi što više otežao uzvratnu neprijateljsku vatru. Unutrašnjost je ipak morala biti što je moguće šira kako bi omogućila oružju veliki okretni raspon pucanja u razumno velikom luku.
Razlika je stvorena pojavom vertikalnih i horizontalnih ambrazura ili puškarnica, ovisno o orijentaciji proreza stvorenog na vanjskom zidu. Vertikalne puškarnice—koje su uobičajenije—omogućuju oružju lako podizanje i spuštanje u elevaciji tako da su se lako pokrivali razni dometi. Međutim za pokretanje oružja udesno ili ulijevo osoba koja puca ili čitava posada morala se pomicati postranično od otvora kroz koji je pucano jer su svi otvori bili fiksirani u vertikalnom smjeru. Horizontalne puškanice, za razliku od prethodnih, olakšavale su brze pokrete duž horizontalnog luka ispred sebe, no otežavale su veće promjene u elevaciji. Obično su se koristili u okolnostima u kojima je domet ionako bio ograničen, ili ondje gdje je brzo pokrivanje širokog polja luka bilo poželjno.
Stoga je izmišljena varijacija s horizontalnim i vertikalnim prorezima postavljenima u obliku križa koja se nazivala križnim prorezom ili arbalestinom jer je prvotno bila namijenjena arbalestirima (samostrijelcima). U šesnaestom i sedamnaestom stoljeću nakon što je samostrel zastario kao vojno oružje, križni prorezi su ostali u povremenoj uporabi kao dekorativno arhitektonsko obilježje kršćanske simbolike.